# Evolução multirregional

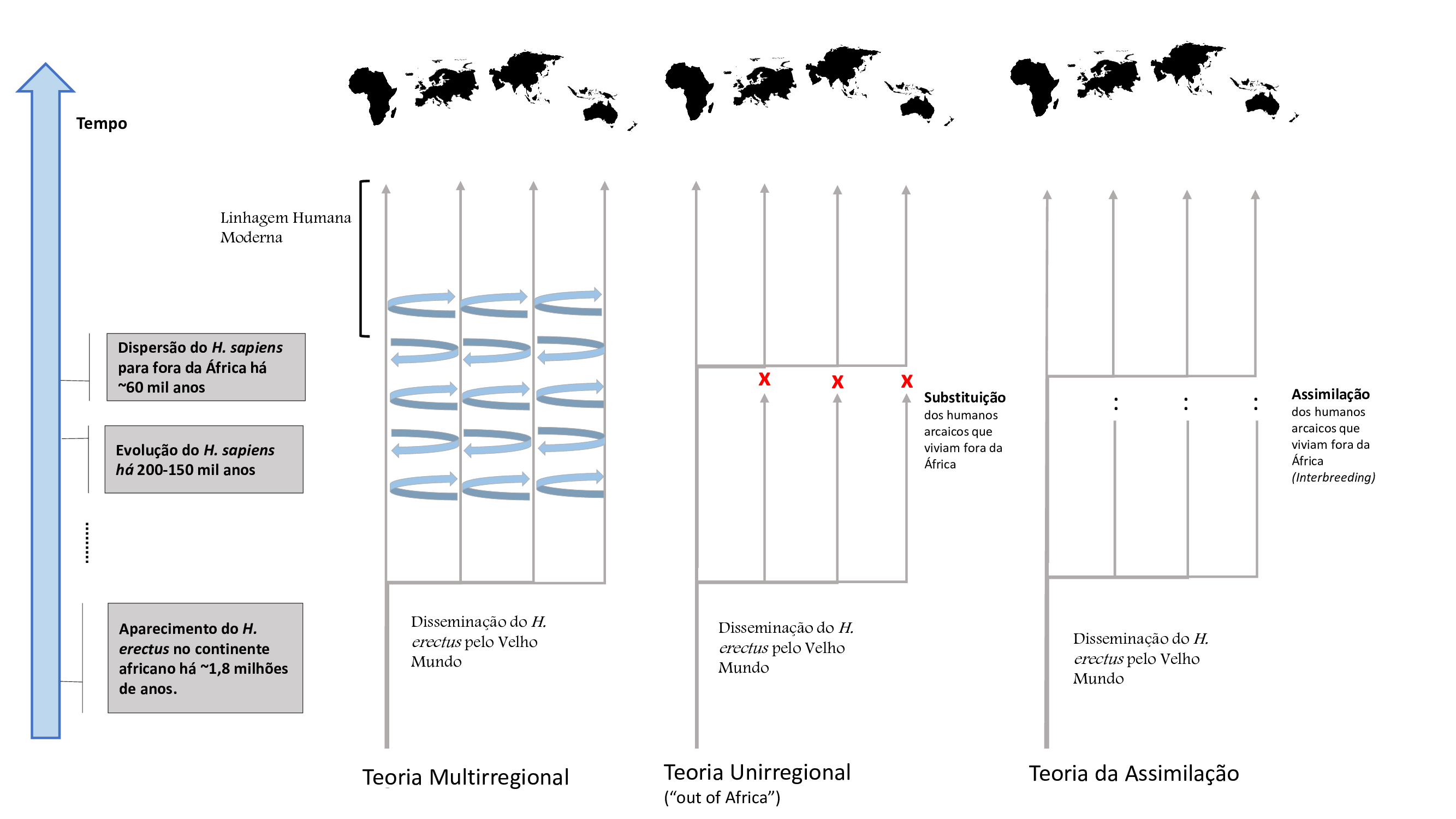
Teoria multirregional, unirregional e da assimilação (Figura adaptada de Gibbons, 2011).

A origem dos humanos modernos (Homo sapiens) ainda é marcada por controvérsias. Um dos modelos científicos criados para descrever como ocorreu este processo é a teoria do multirregionalismo, também chamada de evolução multirregional ou teoria policêntrica. Ela compete com a teoria da assimilação e com a hipótese da origem unirregional (unirregionalismo).
É consenso entre estas três teorias que um dos primeiros representantes do gênero Homo, o Homo erectus, evoluiu a partir de outra espécie no leste da África há pelo menos 1,8 milhões de anos e migrou pioneiramente para diferentes regiões do velho mundo, como para outras regiões africanas, o oriente médio e o leste e sul asiático. Ele deu origem a múltiplas espécies humanas, incluindo o Homo neanderthalensis (Neandertais), os Denisovanos e os Homo sapiens (H. sapiens). Numerosos esforços se uniram na tentativa de descrever precisamente a maneira, o local e o período em que ocorreu o processo evolutivo gerador do H. sapiens, suscitando intensos conflitos no meio científico durante as décadas passadas. O modelo do multirregionalismo teoriza que as populações humanas arcaicas de H. erectus, presentes em múltiplos centros regionais da África e da Eurásia após a migração há cerca de 1,8 milhões de anos, mantiveram ocasionalmente laços sociais e biológicos, evoluindo conjuntamente para formar o H. sapiens. Neste modelo, embora as populações em diversas localidades viveriam parcialmente isoladas, o que serviria para gerar a diversidade comportamental e biológica entre elas, eventos migratórios acabariam levando essas diferentes populações a entrarem em contato. Isso permitiria a troca de ideias (transmissão cultural) e de genes (intercruzamentos) entre elas. Devido à manutenção do intercruzamento, estas populações compartimentalizadas teriam dificuldade de se separar em diferentes espécies, mantendo-se efetivamente como uma única espécie (na definição de espécie de Ernst Mayer) e evoluindo em um contínuo ao longo do tempo (continuidade). Essa concepção possui um impacto profundo na compreensão da origem do H. sapiens, já que o H. erectus seria o seu ancestral mais recente (ancestral direto), além de que todas as outras espécies de hominíneos intermediárias entre H. erectus e H. sapiens descritas até hoje seriam consideradas a mesma espécie com variações regionais.
Esta visão foi desafiada pela hipótese unirregional, que define a origem dos humanos modernos em uma única localidade, o continente africano. Neste modelo, o H. sapiens origina-se a partir das populações humanas arcaicas derivadas de H. erectus que permaneceram na África após a migração há 1,8 milhões de anos. Uma data para a origem foi estimada em pelo menos há 200 000 anos, tendo em consideração os registros fósseis mais antigos classificados como H. sapiens datados de há 195 000 土 5000 anos e um crânio adulto fossilizado datado em 160 000 a 154 000 anos, ambos encontrados na Etiópia (nordeste africano). Como nenhum ou muitos poucos cruzamentos entre as populações são teorizados neste caso, a especiação em diferentes localidades é possível. Desta forma, acredita-se que o H. sapiens tenha evoluído, vivido e se dispersado na África até expandir e sair deste continente para a Europa e a Ásia por volta de há 60 000 anos. Em razão deste motivo, o modelo unirregional também é chamado de “Out of Africa” (saída da África). Ao contrário da teoria multirregional, ele prevê que, mediante processo migratório, o H. sapiens substituiu as populações humanas arcaicas que evoluíram do H. erectus fora da África, como é o caso dos Neandertais. Adicionalmente, alguns pesquisadores também defendem a origem unirregional em outras regiões, como a Eurásia e Ásia, com posterior migração para a África, embora a maior parte dos registros fósseis, genéticos e arqueológicos consonantes com a origem unirregional apontem para a origem na África.
O modelo da assimilação concilia pontos das duas teorias mencionadas anteriormente, uma vez que admite uma origem africana para o homem moderno nos mesmos critérios da hipótese unirregional enquanto nega a substituição das espécies ancestrais, assim como o modelo multirregional. Ela ressalta a importância da interconexão entre H. sapiens e as demais populações de hominíneos, proporcionando o fluxo gênico e a hibridização gradual para a assimilação de características destas diferentes populações arcaicas na espécie H. sapiens.

## História do multirregionalismo
O interesse por entender como se deu o início da espécie humana remonta provavelmente às primeiras religiões, que criaram diversos mitos de origem e outras interpretações da realidade à luz da imaginação e engenhosidade. Longe de serem explicações inócuas e sem valor, os mitos buscaram fornecer explicações para dúvidas cruciais no maior período da história humana. Com o advento da investigação empírica e a construção do conceito de ciência, as hipóteses para a origem humana passaram a ser acompanhadas de diversas evidências. Em 1858, Darwin e Wallace propuseram uma explicação mecanística para o conceito de evolução por meio de seleção natural, que é seguida posteriormente pela publicação de “The descent of man”, por Darwin em 1871. Este trabalho buscou propor um mecanismo para a diferenciação dos hominídeos, explicando como ocorreu a origem do ser humano a partir de espécies preexistentes. À época de Darwin, não havia evidências suficientes na forma de registros fósseis para estabelecer uma linhagem evolucionária que pudesse permitir a explicação detalhada da origem do Homo sapiens.
Os primeiros fósseis humanos registrados foram descobertos em 1823 na caverna “Got’s Hole”, na Grã-Bretanha. Um deles, a dama vermelha de Paviland, como viria a ser conhecida, era um homem do paleolítico enterrado há 23 mil anos. O primeiro achado hominíneo foi encontrado na caverna Feldhofer do Vale do Neander, Alemanha, em 1856, e viria a representar a espécie Neandertal. Uma série de sítios arqueológicos foram descobertos no final do século XIX e no século XX, rendendo um amplo material fóssil e cultural (ferramentas, pinturas, etc.) que permitiu analisar melhor a questão da origem dos homens modernos.
Antes da Segunda Guerra Mundial, o alemão Franz Weidenreich observou continuidades regionais anatômicas entre os fósseis que analisou, e então propôs um modelo de origem do H. sapiens que seria precursor do multirregionalismo. Este modelo postulou que vários grupos humanos modernos, que ele categorizou em 4 raças (Mongolianos, Africanos, Australianos e Eurasianos), tiveram origens em regiões diferentes e de forma independente. Eventualmente, algumas espécies cruzavam entre as quatro diferentes linhagens de evolução racial, o que foi demonstrado como linhas diagonais em um diagrama. Carleton Coon, em 1962, propôs linhas de evolução totalmente independentes no modelo de Weidenreich. Estas duas teorias foram criticadas por não se tratarem somente de um multirregionalismo, mas também de múltiplas origens do ser humano a partir de espécies ancestrais (poligenismo). Esse modelo é insustentável de um ponto de vista probabilístico, uma vez que preconiza muitas evoluções convergentes para as populações humanas de forma que, no final, há uma única espécie. Para superar este impasse, Weidenreich hipotetizou que as espécies teriam “a tendência inerente de transmutar de tipos primitivos para aqueles do homem recente”, o que também é um conceito desacreditado no processo evolucionário, onde não existe direção definida (determinismo). Este modelo foi posteriormente revisado por Milford Wolpoff, Alan Thorne e Wu Xinzi. Eles se basearam em achados arqueológicos de diferentes características morfológicas dos fósseis encontrados na China, Europa e Indonésia. Por exemplo, em um de seus estudos eles analisaram características crânios reconstruídos de um H. herectus indonesiano (Sangiran 17), datado à época com 500-800 mil anos, e de um H. sapiens encontrada na Austrália (KowSawp), com 9,5-14 mil anos. Eles notaram que ambos os esqueletos apresentaram muitos padrões craniométricos semelhantes na face e na porção interna que aloja o cérebro. Essas similaridades geraram uma dúvida: como pôde haver a continuidade dessas medidas morfológicas nesta região apesar de tanto tempo passado entre uma espécie e outra?. Como resposta, eles sugerem que, mais do que a possibilidade de uma espécie “pura” e “semi-isolada”, que “desafia os limites cronológicos” [para manter o fenótipo ancestral ao longo do tempo], seria possível a existência de um estado de equilíbrio regional, onde o maior fluxo gênico resultante da migração, contato e reprodução entre espécies destas duas regiões, se contraporia à força de pressão seletiva (quanto maior o fluxo gênico, menos variações a serem selecionadas). Isto impediria o acúmulo de divergências entre as espécies, minimizando as diferenças morfológicas que as distinguem. Em 1994, Wolpoff e colaboradores aplicaram este mesmo modelo para as populações humanas presentes na África, Europa e Ásia, propondo de vez o multirregionalismo com padrões semelhantes ao da teoria atual. Desde então, diversos achados têm sido utilizados para apoiar ou negar a hipótese multirregional. Por exemplo, um grupo de estudo reportou medições (basicraniais) diferentes na população hominínea recente, que evidenciaram descontinuidade deste registro fóssil indonesiano, contrapondo-se ao estudo de Wolpoff e colaboradores mencionado previamente. Este fato evidencia como a análise morfológica dos fósseis pode ser alvo de divergências. Ao longo das últimas décadas, tem-se buscado utilizar também marcadores genéticos na tentativa de pesquisar a validade dos modelos de origem do Homo sapiens.

## Erros de interpretação da hipótese
Segundo Wolpoff, John Hawks e Rachel Caspari, a hipótese multirregional tem sido mal-interpretada de maneira contínua, o que dificulta a sua validação. Em primeiro lugar, a hipótese não descreve um modelo de evolução paralela ou independente.  Também não se refere ao aparecimento simultâneo de caracteres adaptativos em diferentes ambientes.  Outro caso de má interpretação apontado pelo autor é a de que a hipótese indicaria múltiplas origens do Homo sapiens, quando na verdade ela descreve o processo de evolução dentro de uma única espécie a partir de diferentes populações.
Segundo eles, a origem histórica dos erros de interpretação deve-se a aproximação da teoria poligênica de Weindenreich e de Carleton Coon. Elas teriam sido interpretadas erroneamente por William W. Howells, que caracterizou a teoria de Weindenreich como um “modelo de candelabro”, que não contém as linhas diagonais previstas no modelo original, assim propondo a evolução independente e paralela dos hominíneos ancestrais após sua saída da África.

## Métodos de testagem da hipótese multirregional
Evidências para a origem dos humanos modernos vêm de múltiplas fontes. É o caso da análise de registros paleontológicos, como diversos materiais fósseis (craniais e pós-craniais) e culturais (ferramentas, pinturas e adornos), e das análises moleculares do padrão de variação do DNA humano. Neste caso, é possível fazer uma análise comparativa de padrões morfológicos, morfométricos e documentais para acessar dados relativos a diferentes aspectos biológicos, hábitos (rituais, alimentação), indústrias (de ferramenta), localização geográfica, entre muitas outras variáveis de uma espécie ancestral.
Nas análises do DNA, têm sido importante o papel do DNA mitocondrial (mtDNA), do cromossomo Y e do DNA nuclear. A partir da análise destes elementos, é possível comparar informações do fluxo gênico entre as populações humanas atuais para determinar parentesco, ancestralidade, composição de genes no pool populacional, e mesmo analisar os registros fósseis, uma vez que estes, desde que preservados pelas condições climáticas onde foram encontrados, podem conter DNA. Após ser amplificado por reações específicas, o DNA do fóssil pode ser sequenciado e comparado com outros DNAs semelhantes, inclusive com aqueles presentes em bancos de dados internacionais. Essa comparação busca observar e quantificar as diferenças de composição entre cada código genético. Interessantemente, devido ao fato de algumas mutações ocorrerem de forma constante ao longo do tempo, é possível comparar a quantidade de alterações entre duas amostras e determinar,  assim, o período transcorrido entre elas ou a porcentagem de similaridade entre elas. Entretanto, deve-se salientar que ainda existe considerável controvérsia quanto às taxas de mutações que devem ser usadas em estudos demográficos. A partir da análise da variabilidade genética de populações modernas, é possível estimar o tamanho de populações ancestrais, baseando-se na ideia de que, em um determinado período de tempo, a variabilidade genética de uma população atual será tanto maior quanto o tamanho da população ancestral.
Algumas vezes a análise do DNA cromossômico é relativamente imprecisa, pois pode ser influenciada pela ocorrência de recombinação sexual, que é a troca de pedaços entre dois cromossomos durante a formação de cada gameta. Neste sentido, tem sido interessante buscar DNA mitocondrial (mtDNA) e o cromossomo Y, que não realizam recombinação e possuem padrões de transmissão específicos. O mtDNA possui transmissão matrilinear, isto é, de mãe para os descendentes, enquanto o cromossomo Y passa de pai para filho.

## Evidências a favor da hipótese

### Evidências genéticas
As relações genéticas entre seres humanos modernos e ancestrais são um debate já presente no campo da antropologia. Evidências recentes apontam para a presença de material genético Neandertal na composição genômica de humanos modernos (Homo sapiens), sinalizando para o contato e a troca gênica antes que houvesse o desaparecimento dos Neandertais. Schaefer e colaboradores (2021) demonstraram que humanos do leste e centro asiáticos possuem mais genes de Neandertais do que as populações da Eurásia, enquanto populações subsaarianas compartilham muito menos do genoma. Usando um painel com o genoma de 279 humanos arcaicos, eles estimaram que 0,73-1,3% do genoma humano é de origem Neandertal. Também já foi mostrada a contribuição genética de outros hominíneos, como Denisovanos, no genoma de australianos modernos e outras populações humanas. Coletivamente, estes dados indicam uma possível contribuição de diferentes espécies para o genoma humano moderno. Isto entra de acordo com os conceitos citados anteriormente de que a teoria multirregional e a teoria da assimilação presumem entrecruzamentos (interbreeding) entre as diferentes populações humanas, com consequente introgressão gênica, que é a troca de material genético entre diferentes espécies. A adequação destas evidências para um modelo ou para o outro, à luz da concepção intrínseca de cada corpo teórico, dependerá da validade ou não da origem Africana (discutida adiante).
Poderia ser sugerido que a hipótese multirregional implicaria em uma grande diversidade interpopulacional humana, devido aos fluxos gênicos entre diferentes regiões. Alguns estudos sugerem que a baixa diversidade encontrada atualmente poderia ser devida a eventos de gargalo evolutivo que eliminaram uma grande variedade de variações que poderiam ter se acumulado ao longo do tempo. Também há evidências de uma evolução fora da África há entre 80 e 150 mil anos, como visto em mtDNA e DNA do cromossomo Y haploides, como afirma o trabalho de Templeton. Neste trabalho também sugere que grande parte da expansão fora da África vista em determinados alelos pode ter ocorrido por interbreeding, como mencionado no tópico anterior. Templeton sugere um modelo que favorece a expansão fora da África e fluxo gênico, ao invés da substituição completa de humanos arcaicos.
No entanto, a relação entre os humanos modernos e humanos arcaicos, que viviam em regiões fora da África, ainda não está totalmente esclarecida.

### Evidências anatômicas/fósseis
A ideia de clados morfológicos, proposta primariamente por Wolpoff em 1989, surgiu na tentativa de explicar a ideia de continuidade de características únicas que populações apresentam em uma determinada região geográfica (continuidade regional) para contrapor a hipótese de origem única (Out of Africa). A ideia de classificação de grupos populacionais segundo as suas características anatômicas em uma região específica, contudo, não significa que essas características não estariam presentes em outra região do mundo, apenas que possivelmente existe uma originalidade em razão da combinação desses fatores . Assim, essa ideia de continuidade regional caminha junto com a troca intergênica das populações, reafirmando a hipótese de origem multirregional.
As evidências morfológicas que mais sustentam o multirregionalismo dos seres humanos são as provenientes da região do sudeste e leste asiático (Australasia), a partir da reconstrução de um fóssil denominado WLH-50 (Willandra Lakes Hominid) realizada por Alan G. Thorne em 1982. Segundo análises morfológicas comparativas e estatísticas realizadas neste fóssil WLH-50 com fósseis cranianos encontrados na região de Ngandong (Indonésia), existe uma série de características (“linking traits”) que se assemelham, sugerindo uma possível ancestralidade da população de Ngandong em relação ao fóssil WLH-50. Ainda, considerando que a população australiana moderna possui ancestralidade diversa, o grupo de Wolpoff também estava interessado em saber se os ancestrais da população australiana eram de Ngandong ou populações semelhantes à de Ngandong e, portanto, serem parcialmente originários da região da Indonésia ou de populações próximas da região do leste asiático. Algumas das características morfológicas encontradas nos fósseis cranianos supracitados que sustentam essas hipóteses de ancestralidade são: formato e posição do torus supraorbital e trígono, formato do osso occipital, o torus occipital, espessura da caixa craniana e toral, recessão frontal, quilhas sagital e metópica, cristas mastóide e supra mastóide, dentes grandes e mandíbulas robustas. Contudo, vale ressaltar que muitos pesquisadores ainda contestam essas evidências como provas para sustentar essa argumentação apresentada por Wolpoff e seu grupo.

### Evidências morfológicas de híbridos
Análises de registros fósseis, desde o século passado, levantaram a possibilidade da identificação de híbridos resultantes do entrecruzamento do Homo sapiens com outros hominíneos, como o H. neanderthalensis [revisto em]. Este ponto é importante, pois sugere a possibilidade de misturas nas populações ancestrais, como previsto no modelo multirregional. Nesta linha, vários espécimes foram sugeridos se tratar de híbridos entre estas duas espécies. É o caso de um fóssil descrito taxonomicamente como H. sapiens encontrado em Cioclovina (Romania) em 1991 e datado entre 28-210 mil anos. Alguns pesquisadores propuseram que ele apresenta características morfológicas comumente observadas em Neandertais, como aspectos da anatomia supraorbital do crânio e da nuca. Havarti et. al (2007) conduziram análises qualitativas da morfologia cranial e morfométricas em modelos tridimensionais do crânio e concluíram que elas rejeitam as hipóteses de que o fóssil de Ciclovina poderia representar um híbrido, sendo integralmente um humano moderno. Em Portugal, foi caracterizado o fóssil de uma criança de aproximadamente 4 anos no Abrigo do Lagar Velho, então denominado menino do lapedo, datado de aproximadamente 25,6 mil de anos. Duarte et. al (1999) sugeriram que ele seja um híbrido pela existência de mosaicos (características comuns a H.sapiens e Neandertais) ao analisar diversos aspectos morfológicos do crânio, da mandíbula dos ossos do braço e da perna, entre outras regiões. Outras espécimes, como as de Kaprina, analisadas por Grant e Grant (1998) e as encontradas em Qafzeh (Israel), ambas presentes em regiões de contato do H. sapiens com H. neanderthalensis, foram sugeridas como tal.
Entretanto, fatores que dificultam a comprovação destes achados são a falta de consenso do aspecto morfológico que um híbrido teria. Embora seja hipotetizado que um híbrido possuiria características intermediárias entre as duas espécies ou um “mosaico” de características de uma ou outra espécie, este ponto ainda é controverso na antropologia e não implica que a população como um todo envolveu-se em eventos de intercruzamentos, admitindo uma natureza apenas ocasional de hibridização.

## Evidências contra a hipótese

### Evidências genéticas

#### Eva mitocondrial
Em 1987, foi publicado, na revista Nature, um estudo realizado por Rebecca Cann, Allan Wilson e Mark Stoneking, no qual o DNA mitocondrial (mtDNA) placentário de 147 mulheres de origens ancestrais diversas foi analisado. A partir desses dados, uma árvore filogenética mitocondrial foi construída, a qual demonstrava a existência de um único ancestral materno mitocondrial de origem africana, a qual é chamada de Eva mitocondrial. Assim, de acordo com os pesquisadores, outras linhagens de humanos existentes nesse período foram substituídas pelos descendentes da Eva mitocondrial, culminando com uma substituição total pelos “humanos modernos”, evidência que contraria a hipótese de origem multirregional. Embora as árvores filogenéticas construídas a partir de sequências de mtDNA humano possuem uma raiz na África, como descrito acima,  temos que o mtDNA reflete apenas a herança feminina e, por não se recombinar, tem o conteúdo de informação de apenas um único marcador genético. Há uma chance considerável de que uma árvore filogenética inferida de apenas um marcador não represente o padrão genômico geral das populações e da história da evolução humana. Para testar rigorosamente modelos complexos da história humana, outras análises são necessárias. Algumas delas são mencionadas abaixo.

#### Cromossomo Y
Vários estudos genéticos sobre o cromossomo Y foram realizados. Em 1998, Michael F. Hammer publicou um estudo de sítios polimórficos no cromossomo Y de 1544 indivíduos dos cinco continentes no qual identificou 10 haplótipos distintos para o cromossomo Y.  A partir dos dados, foi demonstrada a existência de um haplótipo ancestral de origem africana que substituiu os outros  haplótipos de Y existentes naquele período, sendo como o estudo da Eva mitocondrial, incompatível com o modelo de origem multirregional.

#### Cromossomos autossômicos
A fim de verificar a hipótese de origem multirregional, foi realizado um estudo, por Takahata e seus colaboradores, com sequências de DNA de cromossomos sexuais, autossômicos e DNA mitocondrial. 90% dos resultados obtidos indicaram ter origem africana, o que é difícil de ser explicado pela hipótese de origem multirregional, a não ser que a população humana africana fosse consideravelmente maior que a existente na Europa e na Ásia. Essa assimetria entre o tamanho dessas populações  também implicaria em uma menor contribuição genética de populações fora da África na evolução do ser humano moderno que a aquela proposta pela teoria multirregional.

### Registros fósseis
O registro fóssil compõe o argumento mais forte contra a hipótese multirregional. A parte basilar destes achados é o fato de que os fósseis mais antigos caracterizados como Homo sapiens foram encontrados no continente africano. É o caso dos restos fósseis dos homens de Kibish, encontrados na formação rochosa de Kibish, no Vale do Rio Omo (Etiópia), numa expedição liderada por Richard Leakey. Os fósseis relativos a dois indivíduos, então denominados Omo I e Omo II, foram datados por Macdougal et al (2008) em cerca de 195 000 士5 mil anos. Já no médio Awash, outra região da Etiópia, foram encontrados crânios fossilizados um pouco mais novos que os de Kibish, datados de aproximadamente 154 a 160 mil anos. Por outro lado, até agora, os fósseis mais antigos fora da África são os esqueletos encontrados nos sítios de Qafzeh (~90-120 mil anos) e Skhul (~90-100 mil anos), em Israel. Evidentemente, eles possuem uma origem muito mais tardia que os fósseis de Kisbish, suportando o modelo Out of África.
Outro contra-argumento da teoria multirregional suportado em alguns registros fósseis é a credibilidade da continuidade regional das características morfológicas citada previamente. Segundo Marta Lahr, apesar de às vezes utilizados para defender a teoria multirregional, os achados morfológicos de populações australasianas e do leste asiático, por exemplo, não são específicos ou característicos somente destas populações, não há relação espacial ou temporal estabelecida, e são traços com maior incidência em certas populações que não podem ser usados para caracterizar clados morfológicos. Ainda, reforça-se que a análise de fósseis é compatível com a teoria da origem saída da África, e outras interpretações consideram de forma incorreta os traços morfológicos e a diferenciação temporal e espacial humana.

### Diversidade genética na África
Análises de diversidade genética em diferentes populações humanas demonstrou que marcadores de DNA tem geralmente maior nível de diversidade em populações africanas subsaarianas, isso foi analisado, por exemplo, no DNA mitocondrial  e em microssatélites, marcadores Alu. Isto indica possivelmente uma população mais antiga, que teve maior tempo para acumular mais mutações genéticas, suportando a origem Africana. Entretanto, ainda não é claro se esta diversidade poderia ser sustentada por outros fatores, como substituições de populações ancestrais por humanos modernos saídos da África ou por contribuições de mais populações que migraram para a África. Já foi sugerido que as populações africanas, por permanecerem em íntimo contato no continente, poderiam ter maior fluxo gênico e, portanto maior variabilidade, enquanto aquelas de fora, por estarem distribuídas em regiões geográficas mais largas, permaneceram mais isoladas, reduzindo as oportunidades de troca de material genético. Outra possibilidade é a perda de variabilidade de populações não africanas por efeitos de seleção em um novo ambiente, ou pelo efeito fundador, segundo o qual as populações derivadas da África em outros continentes conteriam uma pequena parte da diversidade da população original.

### Relevância dos intercruzamentos
Análises recentes de DNA recuperado de espécimes Neandertais e Denisovanas, sugerem que seres humanos modernos possuem entre 1 a 8% de DNA de humanos arcaicos. Adeptos da teoria da origem unirregional argumentam que essa contribuição genética é insignificante, de contribuição fenotípica negligível, sendo resultado de poucos e esparsos eventos de intercruzamentos entre humanos arcaicos e Homo sapiens no Pleistoceno. Além disso, argumenta-se também  que as populações humanas existentes no Pleistoceno possivelmente eram muito pequenas para comportar o fluxo gênico predito pela Teoria da Origem Multirregional.  

## Proponentes do multirregionalismo
Além de Milford H. Wolpoff, paleoantropologistas mais relacionados à hipótese multirregional incluem James Ahern, James Calcagno, Rachel Caspari, David Frayer, Mica Glanz, John Hawks, Erik Trinkaus, Andrew Kramer, Sang-Hee Lee, Alan Mann, Janet Monge, Jakov Radovcic, Valeri Alexeev, Karen Rosenberg, Mary Russell, Lynne Schepartz, Fred Smith, Alan Thorne, Adam Van Arsdale e Bernard Vandermeersch.